# Цвирко, Константин Алексеевич
Константин Алексеевич Цвирко (бел. Канстанцін (Кастусь) Аляксеевіч Цвірка; род. 28 марта 1934, Зелёная Дуброва, Минская область, БССР) — белорусский поэт, переводчик, фольклорист, этнограф, языковед.

## Биография
Окончил отделение белорусского языка и литературы филологического факультета Белорусского государственного университета (1958). В 1958—1959 гг. преподавал белорусский язык и литературу в Трухановицкой средней школе Копыльского района. Был литработником районной газеты «Руденская правда», редактором на Белорусском радио, старшим методистом республиканского Дома народного творчества, старшим инспектором Управления по распространению печати Министерства связи БССР. В 1972 г. окончил аспирантуру при Институте искусствоведения, этнографии и фольклора АН БССР и с того времени — научный сотрудник этого института. С 1981 г. — старший редактор издательства «Юность», с 1984 г. — редактор отдела поэзии журнала «Полымя».
Кандидат исторических наук (1972). С 1995 г. — руководитель и главный редактор издательства «Белорусский книгосбор».
Печатается с 1951 г. Автор сборников поэзии «Такие сердца у нас» (1959), «Бегут ручьи» (1962), «Чернозём» (1967), «Колосья»(1975), «Тропинка домой» (1980), «Хат вечный дар»(1982), «Лодка доли твое»(1988) и др. Автор книги «Слово о Сырокомле: Быт и культура белорусов в творчестве „деревенского лирника“» (1975). Также пишет для детей: книги стихов и сказок «Как Алесь потерялся в лесу» (1986), «Хорошие соседи» (1988) и др.
Выступает в печати со статьями по культуре речи.

## Признание
- Почётная грамота Верховного Совета Республики Беларусь (1994) — за многолетнюю плодотворную работу в печати[1].
- Лауреат премии «Золотой апостроф» (2011).